# 로스트아크
《로스트아크》(Lost Ark←잃어버린 방주)는 대한민국의 비디오 게임 기업 스마일게이트RPG가 개발·배급하는 온라인 MMORPG(대규모 다중 사용자 온라인 롤플레잉 게임)이다.
2014년 11월 12일 공개되었다. 론칭 첫날 동시 접속자수는 25만 명이며 이후 1주일 내의 동시 접속자수는 35만 명을 넘었다. DirectX 9 이상을 지원하는 환경에서 플레이할 수 있다. 2014년 11월 12일 최초로 공개되었다. 2015년 8월에 비공개로 Focus Group Test (FGT)를 진행, 2016년 8월 24일 1차 CBT, 2017년 9월 15일 2차 CBT, 2018년 5월 23일 Final CBT를 진행하였고 2018년 11월 7일부터 오픈 베타 테스트를, 2019년 12월 4일부터 정식 서비스를 진행하고 있다.

## 게임소개

### 세계관
세계관은 다음과 같다.
1. 여명의 시대
2. 어둠의 왕좌
3. 사슬전쟁
4. 개척의 500년
5. 의지를 계승하는 자

### 월드맵
현재 17개의 메인 지역과 101개의 섬들이 구현되어있다.

#### 아르테미스
- 레온하트
- 로그힐
- 안게모스 산 기슭
- 국경지대

#### 유디아
- 살란드 구릉지
- 오즈혼 구릉지

#### 루테란 서부
- 자고라스 산
- 레이크 바
- 메드리닉 수도원
- 빌브린 숲
- 격전의 평야

#### 루테란 동부
- 루테란 성
- 디오리카 평원
- 해무리 언덕
- 배꽃나무 자생지
- 흑장미 교회당
- 라이아 단구
- 보레아 영지
- 갈기파도 항구
- 크로커니스 해변

#### 토토이크
- 바다향기 숲
- 모코코 마을
- 달콤한 숲
- 성큼바위 숲
- 침묵하는 거인의 숲

#### 애니츠
- 항구도시 창천
- 등나무 언덕
- 소리의 숲
- 황혼의 연무
- 델파이 현
- 거울 계곡

#### 아르데타인
- 메마른 통로
- 슈테른
- 갈라진 땅
- 네벨호른
- 바람결 구릉지
- 리제 폭포
- 토트리치
- 붉은 모래 사막

#### 베른 북부
- 크로나 항구
- 베른 성
- 라니아 마을
- 파르나 숲
- 베르닐 삼림
- 페르나스 고원
- 발란카르 산맥

#### 슈샤이어
- 얼아붙은 바다
- 리겐스 마을
- 칼날바람 언덕
- 머무른 시간의 호수
- 서리 감옥 고원
- 얼음나비 절벽

#### 로헨델
- 은빛물결 호수
- 로아룬
- 유리연꽃 호수
- 바람향기 언덕
- 파괴된 제나일
- 엘조윈의 그늘

욘
- 시작의 땅
- 위대한 성
- 무쇠망치 작업장
- 미완의 정원
- 검은모루 작업장
- 기약의 땅

페이튼
- 이름없는 협곡
- 칼라자마을
- 울부짖는 늪지대
- 그림자 수도원
- 붉은 달 협곡

파푸니카
- 얕은 바닷가
- 니아 마을
- 별 모래해변

- 티카티카 군락지
- 비밀의 숲 숲

베른 남부
- 칸다리아 영지
- 벨리온 유적지

로웬
- 어금니의 강
- 웅크린 늑대의 땅

- 레갸르방크 평원

엘가시아
- 아리안오브
- 헤스티아 정원
- 필레니소스 산

플레체
- 플레체
- 프리힐리아 평원

볼다이크
- 칼리나리
- 현자의 탑
- 대우림

#### 섬
로스트아크의 섬은 기에나의 바다와 프로키온의 바다에 고르게 분포하고 있으며 현재 101개의 섬, 그리고 97개의 섬의 마음이 존재한다.

#### 미구현 대륙
- 림레이크 남섬
- 림레이크 북섬
- 쿠르잔

### 계열(클래스)
계열(클래스)은 다음과 같다

전사
전사 계열은 화끈한 파괴력과 안정적인 방어력을 가진 공수밸런스가 좋은 클래스다.

#### 전사 (남) - 디스트로이어, 워로드, 버서커, 홀리나이트

##### 디스트로이어
디스트로이어는 느리지만 강력한 한방이 있는 근거리 클래스이다. 기동성이 부족하지만 육중한 그라비티 해머를 자유자재로 다루며 적들에게 위협적인 공격을 가하게 된다. 단단하고, 무자비한 공격성으로 적들을 시원시원하게 쓸어버리며, 전장을 공포의 도가니로 만들어 버릴 수 있다.
대표무기 : 그래비티 해머
아이덴티티 : 중력제어 시스템
적을 공격하여 중력 코어를 획득하고, 코어를 보유하고 있을 때 중력 해방 스킬을 사용하면 중력 코어가 중력 게이지로 전환된다. 중력 게이지가 가득 모이게 되면 자신의 주변에 중력 모드를 가동시켜, 디스트로이어 자신은 더욱 단단해지고 영역 안에 있는 적들은 느리고 약해지게 만듬으로써, 상대적 우월감을 느끼며 전투를 풀어나갈 수 있다.

##### 워로드
워로드는 높은 방어력과 생존력을 기반으로 전장의 선봉에서 아군을 지휘하고 보호하는 근접 클래스이다. 거대한 방패를 이용한 다양한 방어기술은 강력한 적들의 공격을 피해 없이 막아낼 수 있으며, 건랜스를 이용한 창격 기술과 포격 기술은 단순하지만 강력한 힘을 발휘한다. 또한, 적들의 시선을 끌고 파티원을 보호할 수 있는 기술을 가진 워로드는 파티의 든든한 버팀목이자 전투의 리더이다.
대표무기 : 방패, 건렌스
아이덴티티 : 방어태세, 전장의 방패
전장의 상황에 따라 방어태세를 갖추거나 전장의 방패 스킬을 사용할 수 있다. 방어태세는 거대한 방패를 이용하여 몸을 보호하는 기술로 이동속도가 느려지지만 적들의 강력한 공격을 피해없이 막아낼 수 있다. 전장의 방패 스킬은 파티원이 위험에 처해 있을 때 피해를 대신 받아줄 수 있는 보호막을 생성하는 기술로 파티원을 보호하는 핵심 기술이다.

##### 버서커
버서커는 거대한 양손 대검을 사용하여 전장을 휘젓는 전형적인 근접 전사이다. 높은 공격력과 방어력으로 전 클래스를 통틀어 공수의 밸런스가 가장 안정적인 클래스이며, 폭주 모드를 활용하면 전장을 순식간에 뒤집을 수 있는 엄청난 잠재력도 지니고 있는 강력한 클래스이다.
대표무기 : 대검
아이덴티티 : 폭주모드
공격을 할 때마다 일정량의 분노 게이지를 얻게 되고, 이 분노 게이지가 차게되면 폭주 상태에 돌입할 수 있게 된다. 폭주 상태에 돌입한 버서커는 공격과 이동 속도가 크게 상승하게 되고, 해당 상태에서만 사용 가능한 스킬이 추가되어 더욱 강력한 공격을 가할 수 있다.

##### 홀리나이트
홀리나이트는 신념의 검과 신앙의 힘을 사용하는 서포트형 클래스다. 성서를 이용한 신성 스킬 및 버프를 활용해 아군을 후방에서 지원하거나 검을 이용한 징벌 스킬들을 통해 전장의 선봉에 설 수 있다.
대표무기 : 한손검
아이덴티티 : 신앙게이지
신앙게이지 홀리나이트는 전투 중 획득 가능한 신앙게이지를 이용하여 자신의 검을 강화하거나 파티원의 전투 능력을 증가시킬 수 있다. 신의 집행자 스킬을 사용할 경우 신앙의 힘을 자신의 검에 집중시켜 검을 이용한 모든 공격 사거리와 피해량을 증가시킬 수 있으며, 신성의 오라 스킬을 사용할 경우에는 자기 주변에 오라를 펼쳐 자신을 제외한 파티원들의 전투 능력을 증가시킬 수 있다.

##### 슬레이어
슬레이어는 거대한 양손 대검을 들고 전장을 휘젓는 전형적인 근접 전사이다. 높은 공격력과 방어력으로 전 클래스를 통틀어 공수의 밸런스가 가장 안정적인 클래스이기도 하다. 폭주 모드를 활용하면 전장을 순식간에 뒤집을 수 있는 엄청난 잠재력도 지니고 있는 강력한 클래스이다.
대표무기 : 대검
아이덴티티 : 폭주모드
폭주 모드 공격을 할 때마다 일정량의 분노 게이지를 얻게 되고, 이 분노 게이지가 차게되면 폭주 상태에 돌입할 수 있게 된다. 폭주 상태에 돌입한 슬레이어는 공격과 이동 속도가 크게 상승하게 되고, 해당 상태에서만 사용 가능한 스킬이 추가되어 더욱 강력한 공격을 가할 수 있다.

무도가
무도가 계열은 빠른 스피드를 바탕으로 적들을 쉴새 없이 몰아치는 클래스다.

#### 무도가 (남) - 스트라이커, 브레이커

##### 스트라이커
스트라이커는 질풍처럼 적들을 몰아붙이는 무도가 클래스다. 빠른 움직임에 다양한 체술을 두루 갖추고 있기 때문에 순식간에 적을 타격한 후 화려한 공중 콤보를 이어갈 수 있으며, 강력한 엘리멘탈 스킬들을 활용해 전장의 판도를 뒤집을 수도 있다.
대표무기 : 엘리멘탈 건틀렛
아이덴티티 : 엘리멘탈 버블
엘리멘탈 버블 스트라이커는 엘리멘탈 건틀릿을 장착한 상태에서 적을 공격하여 엘리멘탈 버블이라는 특수한 게이지를 획득할 수 있다. 엘리멘탈 버블은 최대 3개까지 생성할 수 있고, 엘리멘탈 버블을 소모하여 오의 스킬을 사용하는 것이 가능하다. 오의 스킬은 성능에 따라 사용되는 버블의 개수가 다르다.

#### 브레이커
브레이커는 우수한 기동성과 강력한 한방을 보유한 클래스이다. 공격 포지션을 자유롭게 선택할 수 있으며, 여러가지 콤보를 사용해 몰아치는 전투를 기대해 볼 수 있다.
대표무기 : 헤비 건틀렛
아이덴티티 : 기력/충격/투지 에너지
기력과 충격 에너지는 상호 보완되는 형태를 취한다. 기력 스킬을 사용하게 되면 기력 게이지가 감소하는 대신 충격 에너지가 증가하고, 충격 스킬을 사용하면 충격 에너지가 감소하는 대신 기력 에너지가 증가되는 형태이다. 공격을 적에게 적중 시 투지 에너지를 획득할 수 있으며 투지 에너지를 사용하면, 스탠스가 변경되며 일시적으로 ‘권왕태세’ 상태가 되어 더욱 속도감 있는 전투를 할 수 있다.

#### 무도가 (여) - 배틀마스터, 인파이터, 기공사, 창술사

##### 배틀마스터
배틀마스터는 전광석화와 같이 적들을 공격하는 무도가 클래스이다. 빠른 움직임에 다양한 체술을 두루 갖추고 있기 때문에 순식간에 적을 타격한 뒤 화려한 공중 콤보를 이어갈 수 있으며, 강력한 엘리멘탈 스킬들을 활용해 전장의 판도를 뒤집을 수도 있다.
대표무기 : 엘리멘탈 건틀렛
아이덴티티 : 엘리멘탈 버블
엘리멘탈 건틀렛을 장착한 상태에서 적을 공격하여 엘리멘탈 버블이라는 특수한 게이지를 획득할 수 있다. 엘리멘탈 버블은 최대 3개까지 생성할 수 있고, 엘리멘탈 버블을 소모하여 오의 스킬을 사용하는 것이 가능하다. 오의 스킬은 성능에 따라 사용되는 버블의 개수가 다르다.

##### 인파이터
인파이터는 적들에게 파고드는 능력이 우수한 전형적인 근접 클래스이다. 주 무기인 헤비 건틀렛을 이용한 묵직한 펀치로 적들을 몰아치는 공격이 가능하다. 공격력과 방어력, 기동력이 전반적으로 모두 뛰어난 균형 잡힌 클래스로 전투 지속력 또한 우수하기 때문에 공수 양면에서 활약하는 모습을 기대해 볼 수 있다.
대표무기 : 헤비 건틀렛
아이덴티티 : 기력/충격 에너지
기력과 충격 에너지는 상호 보완되는 형태를 취한다. 기력 스킬을 사용하게 되면 기력 게이지가 감소하는 대신 충격 에너지가 증가하고, 충격 스킬을 사용하면 충격 에너지가 감소하는 대신 기력 에너지가 증가되는 형태이다. 기력과 충격 에너지 스킬을 적절히 교체해가며 사용할 경우 끊임없이 적들을 몰아칠 수 있다.

##### 기공사
기공사는 내공을 사용하여 근접 및 원거리 공격을 다양하게 사용할 수 있는 중거리 클래스이다. 장법을 이용한 근접 공격과 내공을 이용한 원거리 공격을 조합하여 순간적으로 폭발적인 공격을 퍼부을 수 있으며, 이러한 특징은 다양한 전장에서 실력을 발휘할 수 있게 만들어 준다.
대표무기 : 기공패
아이덴티티 : 금강선공
각종 공격 기술을 사용할 수 있게 해주는 내공과는 다르게 평소에 자연스럽게 운기 되는 기운을 체내에 축적시켜 두었다가 발동 시킬 수 있는 선천 기공이다. 자신의 능력을 최대 3단계까지 증폭할 수 있으며, 내공을 모두 소진하게 되어 일정 시간 동안 내공이 회복되지 않을 때 각 단계를 발동시키면 소진된 내공을 한 번에 회복시켜줄 뿐 아니라 금강선공이 유지되는 시간 동안 기공사의 신체능력이 증폭돼 한층 강력한 위력을 발휘할 수 있게 된다.

##### 창술사
창술사는 상황에 맞게 스탠스를 변경할 수 있는 클래스이다. 변형 창을 사용해 주변에 위치한 적들을 쓸어버릴 수 있는 난무 스탠스, 날카로운 창으로 순간 높은 피해를 줄 수 있는 집중 스탠스를 사용해 전장의 적들을 단숨에 제압할 수 있다.
대표무기 : 창
아이덴티티 : 듀얼 스탠스
두 개의 스탠스를 자유롭게 변경할 수 있는 창술사는 스탠스를 유지하거나 적을 공격하는 것으로 듀얼 게이지를 최대 3단계까지 획득할 수 있다. 창술사는 스탠스 변경 시 보유한 듀얼 게이지를 모두 소모하여, 보유했던 게이지 단계에 따라 그에 걸맞는 강력한 효과를 얻을 수 있다.

헌터
헌터는 거리를 두고 다양한 기술로 적들을 제압하는 원거리 클래스다.

#### 헌터 (남) - 데빌헌터, 블래스터, 호크아이, 스카우터

##### 데빌헌터
데빌헌터는 세 가지 총기를 사용하여 빠르게 움직이며 스타일리쉬한 전투를 펼치는 원거리 클래스이다. 대상과의 거리, 혹은 공격하고자 하는 범위에 따라 그에 알맞은 스탠스를 선택하여 더블 핸드건, 샷건, 라이플로 가장 효과적인 전투를 만들어 낼 수 있다.
대표무기 : 샷건, 더블 핸드건, 라이플
아이덴티티 : 퀵 스탠스
세 가지 총기를 상황에 따라 자유자재로 변경하며 전투할 수 있다. 각 무기에 대응 되는 스킬이 존재하며, 핸드건의 경우 넓은 범위를 빠르고 화려하게 공격할 수 있고, 샷건은 가까운 적에게 강력한 대미지를 선사하며, 라이플은 멀리 떨어진 적을 견제하거나 마무리 일격을 날리기에 적합하다.

##### 블래스터
블래스터는 거대 메카닉 런처와 여러 가지 특수 중화기를 사용하는 막강한 화력과 폭발성 광역 공격에 특화된 원거리 클래스이다. 적들의 공격을 버텨내며 광역 딜링하는 스타일로 기동성은 떨어지는 편이지만 중갑을 착용하여 원거리 클래스 중에는 높은 방어력을 보유하고 있으며, 각종 중화기를 이용한 파괴력이 이러한 단점을 모두 상쇄시킨다.
대표무기 : 메카닉 런쳐
아이덴티티 : 포격모드
킬 적중 시 마나 소모량에 비례하여 화력 게이지가 증가한다. 화력 게이지가 일정량 이상 모이게 되면 공격력이 단계적으로 증가함은 물론, 포격 모드를 발동할 수 있는 조건까지 갖추게 된다. 포격 모드는 초대형 중화기를 소환하여 바닥에 고정해 놓은 상태인데, 적의 공격을 피해 이동할 수 없는 위험한 상태이지만 그 위험성을 감수할 만큼의 강력한 포격 공격을 가할 수 있다.

##### 호크아이
호크아이는 민첩하게 움직이며 기계 활과 특수 화살로 적을 공격하는 명사수이다. 민첩한 이동기를 활용한 생존력이 우수하며 이를 바탕으로 비교적 긴 시간동안 안정적인 전투를 펼칠 수 있다. 또한 다양한 상태이상 스킬과 은신을 활용하여 적의 허점을 노리는 전투가 가능하다.
대표무기 : 활
아이덴티티 : 실버호크 소환
호크 게이지는 전투 중에 서서히 충전되고 호크 게이지를 모두 충전하면 실버호크를 소환할 수 있다. 실버호크는 주위의 적을 자동으로 공격하며 실버호크 전용 스킬을 사용해 다양한 적의 공격에 대처할 수 있다. 실버호크와 함께하는 전투는 장기전에서 유리한 상황을 만들어준다.

##### 스카우터
스카우터는 아르데타인의 첨단 기술을 활용하여 전투를 수행하는 클래스다. 스카우터는 냉정하고 침착하게 고도의 기술을 구사한다. 특히, 아르데타인 기술의 집약체인 드론을 이용한 공격은 적을 분석하고 궤멸시키는데 한 치의 오차도 허용하지 않을 만큼 정확하다.
대표무기 : 서브 머신건, 드론
아이덴티티 : 드론과 배터리
드론과 배터리 아르데타인의 첨단기술로 무장한 스카우터는드론을 이용해 전투를 진행한다. 드론은 배터리를 소모하여 폭발적인 전투 및 전술을 가능하게 한다. 정교한 조작으로 사각을 파고드는 공격은 적을 순식간에 궤멸한다. 하이퍼 싱크 코어 에너지가 가득 차면 스카우터는 자신의 드론을 슈트로 변형시켜 장착할 수 있다. 하이퍼 싱크 상태에 돌입한 스카우터는 기동성과 화력이 비약적으로 증가하여 레이저와 빔으로 순식간에 다수의 적을 섬멸할 수 있다.

헌터 (여) - 건슬링어

##### 건슬링어
건슬링어는 세 가지 총기를 사용하여 빠르게 움직이며 스타일리쉬한 전투를 펼치는 원거리 클래스이다. 대상과의 거리, 혹은 공격하고자 하는 범위에 따라 그에 알맞은 스탠스를 선택하여 더블 핸드건, 샷건, 라이플로 가장 효과적인 전투를 만들어 낼 수 있다.
대표무기 : 샷건, 더블 핸드건, 라이플
아이덴티티 : 퀵 스탠스
퀵 스탠스 건슬링어는 세 가지 총기를 상황에 따라 자유자재로 변경하며 전투할 수 있다. 각 무기에 대응되는 스킬이 존재하며, 핸드건의 경우 넓은 범위를 빠르고 화려하게 공격할 수있고, 샷건은 가까운 적에게 강력한 대미지를 선사하며, 라이플은 멀리 떨어진 적을 견제하거나, 마무리 일격을 날리기에 적합하다.

마법사
마법사는 신비로운 마법 스킬로 적들을 공격하는 원거리 클래스다.

#### 마법사 - 바드, 서머너, 아르카나, 소서리스

##### 바드
바드는 성스러운 하프를 이용하여 적을 공격하거나 아군을 서포트하는 원거리 서포트형 클래스이다. 날카로운 음율로 적을 공격하기도 하고, 아름다운 운율로 아군을 치유하며, 파티에서는 선봉보다는 후방에서 아군을 돕거나 각종 버프를 이용해 아군을 지원하는 역할을 수행할 수 있다. 공격력은 다소 낮은 편이지만 아군을 지원하는 능력이 매우 뛰어나기 때문에 파티에서 꼭 필요로 하는 클래스이다.
대표무기 : 리아네 하프
아이덴티티 : 세레나데
바드는 세레나데 스킬이라는 특수한 스킬을 보유하고 있는데 이 스킬을 사용하기 위해서는 세레나데 버블이 필요하다. 세레나데 버블은 최대 3개로 이루어져 있고, 세레나데 버블 1개를 소모하여 세레나데 스킬을 사용하는 것이 가능하다. 세레나데 스킬은 파티원의 공격력을 증가시키거나, 체력을 회복시키는데 사용된다.

##### 서머너
서머너는 보조 딜러나 탱커 역할을 담당할 수 있는 다양한 정령들과 함께 전투를 전개해 나가는 원거리 클래스이다. 체력과 방어력이 낮아서 일정거리 이상을 유지하며 전투를 하는 것이 좋고, 만약 적들에게 거리를 잡히면 치명적일 수 있으나, 서머너가 가진 다양한 마법 스킬과 정령들을 적절히 조합한다면 위협적인 상황은 허용조차 되지 않을 것이다.
대표무기 : 매직 스태프
아이덴티티 : 고대정령 소환
거대하고 강력한 고대의 정령들을 소환할 수 있다. 고대의 기운을 모으면 정령의 구슬이 생성되는데 이 구슬의 소모량에 따라서 보다 강력한 고대의 정령을 소환할 수 있게 된다. 상황에 맞춰 강력한 고대의 정령들을 소환하여 전투를 지배해보세요.

##### 아르카나
아르카나는 마법사 클래스로 체력과 방어력이 약해 위험에 쉽게 노출 되기도 하는 반면, 현란하고 빠른 몸놀림으로 중거리 전투에서 강력한 모습을 보이며, 다이나믹한 전투로 상대를 유린 할 수도 있는 클래스이다. 스킬 한방 한방이 강력하진 않지만, 적에게 카드의 마력이 담긴 스택트 효과를 쌓고, 루인 스킬을 이용하여 스택트 효과를 폭발시킴으로 증폭된 대미지를 선사할 수 있다.
대표무기 : 마법 덱
아이덴티티 : 카드 덱
카드 게이지가 가득차면 카드 덱 안에서 랜덤하게 한장의 카드를 뽑을 수 있다. 카드 덱 안에는 다양한 효과를 가진 카드들이 존재 하지만, 어떠한 카드가 나올지는 아무도 알 수 없기에, 뽑힌 카드가 무엇인가에 따라서 전장의 운명은 크게 뒤바뀔 수 있다.

##### 소서리스
소서리스는 세 가지 원소를 기본으로 한 강력한 마법을 다루는 클래스다. 소서리스는 광역 마법을 사용해 다수의 적을 손쉽게 처리할 수 있으며, 캐스팅 마법으로 강력한 적에게 높은 피해를 선사할 수도 있다. 신비한 마력 게이지를 획득해 얻을 수 있는 아이덴티티를 잘 활용한다면 전장을 지배하는 영웅이 될 수 있다.
대표무기 : 롱 스태프
아이덴티티 : 마력 방출/점멸
마력 방출/점멸 소서리스는 적에게 스킬을 적중 시킬 때마다, 신비한 마력 게이지를 획득할 수 있고 마력 방출 및 점멸을 사용할 수 있다. 마력 방출 스킬은 원소 마법을 강화하고 캐스팅 시간을 줄일 수 있는 유용한 스킬이며, 점멸 스킬은 특정 지점으로 빠르게 이동할 수 있는, 보스 몬스터까지도 관통이 가능한 기술이다.

암살자
암살자는 재빠른 움직임과 다채로운 공격을 통해 적들을 습격하는 근거리 클래스다.

#### 암살자 - 데모닉, 블레이드, 리퍼, 소울이터

##### 블레이드
블레이드는 쌍검과 장검, 총 세개의 검을 사용하는 암살자입니다. 항상 차분한 이성을 유지하며, 날렵한 쌍검과 묵직한 장검에 혼돈의 힘을 담아 빠르고 절도 있게 적들을 공격한다. 특히, 쌍검과 장검을 활용한 연계 공격은 숨쉴 틈 없는 공격을 난사해 적을 제압한다.
대표무기 : 블레이드 아츠
아이덴티티 : 검
블레이드 아츠 블레이드는 공격 및 특정 스킬 적중 시, 블레이드 오브 게이지를 획득하고, 블레이드 오브가 한 개 이상 채워지면 블레이드 아츠 상태에 돌입할 수 있다. 블레이드 아츠 상태가 되면 블레이드 오브 게이지에 따라 공격속도, 이동속도 및 적에게 주는 피해가 상승하고 블레이드 아츠 상태 중에만 사용 가능한 강력한 블레이드 버스트 스킬을 사용할 수 있다.

##### 데모닉
데모닉은 거대한 무기 ‘데모닉 웨폰’을 사용하여 적들을 무참히 베는데 특화된 암살자다. 절제를 위주로 싸우는 블레이드와는 달리, 혼돈의 힘을 적극적으로 해방해 싸우는 것이 특징이다. 스킬이 적중하여 잠식 게이지가 차면 내재된 악마성이 완전히 해방, 혼돈의 힘을 사용할 수 있다.
대표무기 : 데모닉 웨폰
아이덴티티 : 악마화
악마화 내제된 악마성을 해방한 데모닉은 일정시간 동안 매우 파괴적인 힘을 가지게 된다. 또한, 늘어난 체력과 속도로 적을 압도하는 플레이가 가능하며, 데몬 클로를 이용한 새로운 전투 스타일을 사용할 수 있게 된다.

##### 리퍼
리퍼는 대거를 이용해 단검 스킬과 그림자 스킬을 구사하는 암살자 클래스다. 리퍼는 날렵한 움직임을 이용해 적을 습격하여, 적에게 공포를 선사한다. 다양한 독을 사용하여 지속적인 피해를 줄 수도 있고, 은신을 통해 은밀하게 적의 배후로 이동해 강력한 공격을 할 수도 있다.
대표무기 : 대거
아이덴티티 : 페르소나
페르소나 어둠 게이지를 가득 채우면 자신과 동일한 분신 페르소나를 소환해 은신할 수 있다. 은신 시간이 지속될수록 더욱 강한 공격이 가능하다. 또한, 페르소나를 사용하지 않고 공격을 계속한다면 혼돈 게이지를 채울 수 있다. 혼돈 게이지가 가득 차면 혼돈 상태가 되어 더욱 빠르고 치명적인 공격을 사용할 수 있다. 어느 쪽을 선택하든 당신의 존재는 적에게 공포로 각인된다.

##### 소울이터
소울이터는 큰 낫 '데스사이드'를 사용하여 적의 영혼을 수확하는 암살자이다. 직접 낫을 휘둘러 적을 상대하거나, 망자를 소환해 공격하고, 영혼석을 소모하여 사신의 힘이 담긴 일격을 가한다. 특히 사신화하게 되면 더욱 강력한 사신의 힘을 다룰 수 있다.
대표무기: 데스사이드
아이덴티티: 사신화
사신화 소울이터는 적에게 적중하는 스킬에 따라 영혼석과 빙의 게이지를 획득한다. 일반 상태에서는 영혼석을 사용하여 사신 스킬을 사용할 수 있으며, 빙의 게이지가 가득 차면 사신화가 가능하다. 사신화 상태에서는 영혼석 소모 없이 최대 3회 강화된 사신 스킬을 사용하여 큰 피해를 줄 수 있다.

#### 스페셜리스트
스페셜리스트는 자연과 소통하여 고유 기술로 적을 제압하는 클래스다.

#### 스페셜리스트 - 도화가, 기상술사, 환수사

##### 도화가
도화가는 붓에서 나오는 환영의 힘으로 전략적 운용이 가능한 서포터형 클래스다. 붓과 먹물로 적을 공격하거나 그림을 통해 다양한 신수를 불러낼 수 있다. 공격력은 다소 낮은 편이지만 환영의 힘으로 아군을 위험에서 구해 전장의 후방을 든든하게 지원해 주는 클래스다.
대표무기 : 저무는 달 / 떠오르는 해
아이덴티티 : 붓
저무는 달 / 떠오르는 해 도화가는 적에게 스킬을 적중 시킬 때마다 조화 게이지를 획득할 수 있고 가득 채울 경우 조화의 구슬을 최대 3개까지 생성한다. 이후 조화의 구슬을 소모하며 저무는 달 및 떠오르는 해를 사용할 수 있다. 저무는 달 스킬은 필법의 힘으로 즉시 파티원 다수를 강화시킬 수 있고, 떠오르는 해 스킬은 묵법의 힘으로 단일 파티원의 체력을 회복시키는 해 구슬을 만들어내는 기술이다.

##### 기상술사
기상술사는 신비로운 환영의 힘으로 기상을 다루고 우산을 활용하여 적을 제압하는 클래스다. 변덕스러운 날씨를 이용해 특정 위치에 있는 적을 공략하거나, 우산을 접고 펼치는 화려한 움직임으로 근거리 적들을 제압하는 전투를 할 수 있다.
대표무기 : 우산
아이덴티티 : 여우비
여우비 기상술사는 적에게 스킬을 적중시킬 때마다 빗방울 게이지를 획득할 수 있고, 가득 채울 경우 여우비를 사용할 수 있다. 여우비를 사용하면 일정 시간 동안 기본 공격 및 이동기가 변화되고 주변의 적에게 지속적인 피해를 주는 한편, 자신과 파티원이 받는 피해 또한 감소시킬 수 있다.
환수사
환수사는 환수의 힘이 봉인된 두루마리를 바탕으로 다양한 환영술을 사용하는 클래스이다. 환수와 함께 적을 상대하거나, 강력한 곰이나 민첩한 여우로 둔갑하여 보다 유연하게 전투 상황에 대처할 수 있다.
대표무기: 두루마리
아이덴티티: 금술 : 찢 곰 / 금술 : 여우 별 소나기
금술 : 찢 곰 / 금술 : 여우 별 소나기 환수사는 환수의 기운을 이용하여 곰이나 여우로 자유롭게 둔갑할 수 있다. 곰으로 둔갑하면 곰의 기운을 획득할 수 있고, 이 기운으로 강력한 근접 기술을 사용하며 묵직하고 위력적인 한 방을 날릴 수 있다. 여우로 둔갑하게 되면 여우의 기운을 획득할 수 있고, 이 기운으로 강력한 원거리 기술을 사용하며 민첩하고 날카롭게 적을 노릴 수 있다.

## 게임 플레이

### 모험과 수집

#### 화폐
- 실링 : 로스트아크 게임의 가장 기본적인 화폐이다. 가장 기본적인 획득처는 몬스터 사냥을 통하여 획득하는 것이지만 시간대비 효율이 매우 안 좋아서 대부분 실리안의 지령인 큐브 혹은 엘리트 큐브 클리어를 통한 보상으로 획득한다. 현물재화인 골드를 가지고 골드 상점에서 100골드 당 10,000실링으로 교환할 수 있다. 장비의 연마나 특성 변화 등 캐릭터를 강하게 해주는 요소들은 전부 실링으로 구매를 하여야 한다.
- 골드 : 유저간 유일하게 거래되는 현물재화이다. 아바타, 배틀아이템, 수집품 등 판매 할 수 있는 모든 것들을 경매소를 통하여 올리고 유저들간의 거래가 골드로 이루어진다.
- 부활의 깃털 : 가디언 토벌 등에서 사망 할 시 죽은 자리에서 즉시 부활 할 수 있도록 만들어주는 화폐이다.
- 해적 주화 : 항해 컨텐츠인 인양, 수중탐사, 작살, 난파선을 통하여 얻을 수 있는 화폐이며 해적 주화를 통하여 선박 수리, 선원 구입, 섬의 마음 구입, 호감도 아이템 등 다양한 사용처가 있는 유용한 화폐이다.

#### 모험의서
프롤로그와 전직을 끝마치게 되면 진행할 수 있는 컨텐츠다. 각 대륙마다 모험의서가 존재하고 메인퀘스트, 수집품, 요리, 뷰포인트, 던전, 몬스터, 보스, 또 다른 이야기, 숨겨진 이야기, 호감도, 스퀘어홀 등의 다양한 수집품들이나 조건들을 달성하면 해당 대륙의 모험의 서 달성도가 올라간다. 10% 20% 30% 40% 50% 60% 70% 80% 90% 100% 마다 얻을 수 있는 다양한 보상들이 존재한다.

#### 거인의 심장
오래전 포튼쿨 전쟁에서 사망한 거인의 심장으로 세상에 몇 개 밖에 존재하지 않는 매우 귀중한 존재다. 퀘스트, 모험의 서, 특정 NPC의 호감도 신뢰, 유령선, 실리안의 지령, 특정 상인에게 구입 등을 통하여 획득할 수 있고 지혜의 섬의 NPC인 미네르바를 통하여 아이템을 교환 할 수 있다. 

#### 위대한 미술품
오래전 예술의 도시 플레체에서 도난당한640개의 미술품들을 모험의 서, 호감도, 인양, 수중 탐사, 퀘스트 등으로 모아서 해바라기 섬의 NPC 알폰소 베디치에게 가져다 주어 아이템으로 교환하는 콘텐츠다. 

#### 모코코 씨앗
토토이크 대륙에서 만들어진 소중한 씨앗이다. 하지만 불의의 사고로 전대륙으로 퍼지게 되었고 이렇게 전대륙에 흩어진 씨앗들을 찾아서 모코코마을의 촌장인 토토마에게 가져다 주는 컨텐츠이다. 각 대륙별 필드마다 모코코 씨앗이 숨어 있고 유저들은 이 씨앗을 찾는다는 설정인데 모코코 씨앗이 그늘이나 물체에 가려져있거나 지도에 표시되어 있지 않은 숨겨진 장소에 숨어 있는 경우가 많아서 논란이 많은 컨텐츠다. 아래는 획득 가능한 아이템 목록이다.
- 50개 : 토토마 카드
- 100개 : 친절 증가 물약
- 150개 : 영지 선원 지원서 : 치카치카
- 200개 : 체력 증가 물약
- 250개 : 선원 지원서 : 코코리코
- 300개 : 능력치 증가 물약
- 350개 : 모카모카 카드
- 400개 : 낙원의 기사 자격증
- 450개 : 프뉴마 설계도 15개
- 500개 : 영지 선원 지원서 : 무코무코
- 550개 : 수줍은 바람 꽃가루 (전설 호감도 아이템)
- 600개 : 프뉴마 설계도 20개
- 650개 : 선원 지원서 : 포이포이
- 700개 : 전설 칭호 "모코코 사냥꾼"
- 750개 : 설치물 : 모코코 씨앗 기념비
- 800개 : 변신 : 창조의 알
- 850개 : 영지 선원 지원서 : 다정한 파루루
- 900개 : 벽지 : 모코코 마을
- 950개 : 위대한 미술품 #32
- 1000개 : 선박 스킨 : 블루밍 프뉴마
- 1050개 : 선원 지원서 : 나리나리
- 1100개 : 전설 칭호 "기분 좋은 향기"
- 1150개 : 위대한 미술품 #44
- 1200개 : 변신 : 모코코 씨앗
- 1250개 : 별난 모코코 이모티콘 팩
- 1300개 : 모코코 마을
- 1350개 : 설치물 : 잘자요 모코코 무드등
- 1400개 : 변신 : 상급 모코코 씨앗
- 1450개 : 영지선원지원서 : 푸른눈 지미
- 1500개 : MVP 배경 : 모코코 탐험가

#### 섬의 마음
섬마다 섬의 마음을 얻을 수 있는 다양한 조건들이 존재한다. 특정 NPC호감도 신뢰달성, 퀘스트 진행, 특정화폐를 통하여 구매, 플레이어간 경쟁 혹은 협동 등의 여러 가지 조건들이 존재하며 특정 조건을 이행 했을 때 얻을 수 있다. 현재 103개의 섬의마음을 획득할 수 있고 외로운 섬 오페르의 NPC인 바욤을 통하여 수집한 섬의 마음을 등록하고 아이템으로 교환 할 수 있다. 아래는 획득 가능한 아이템 목록이다.
- 5개 : 상급 능력치 증가 물약
- 10개 : 감정표현 : 위협
- 15개 : 고급 원목 나침반
- 20개 : 상급 스킬 포인트 물약
- 25개 : 탈것 : 황금이끼 거북
- 30개 : 위대한 미술품 #3
- 35개 : 감정표 : 파도의 춤

- 40개 : 영롱한 아쿠아마린
- 45개 : 기에나의 가호
- 50개 : 수호
- 55개 : 위대한 미술품 #22
- 60개 : 비밀지도
- 65개 : 물결의 아쿠아마린

- 70개 : 설치물 :조화의 여신상
- 75개 : 위대한 미술품 #38
- 80개 : 선박스킨 :토토이크 아롱거북
- 85개 : 비밀지도
- 90개 : 파도의 아쿠아마린
- 95개 : 설치물 : 프로키온 석상
- 100개 : 섬의 친구 상자

### 던전

#### 가디언 레이드
특정 장비를 얻기 위하여 4인으로 구성된 조합으로 입장하는 던전 컨텐츠이다. 목숨이 4인 기준 3개 뿐이기 때문에 각 플레이어들은 가디언들의 패턴을 유심히 잘 살펴서 피할 줄 알아야된다. 가디언 레이드부터 상당한 배틀 아이템들이 요구되는데 그 중에서도 가장 많이 요구되는 배틀 아이템은 당연히 물약이고 그담으로는 가디언의 위치를 찾기 위한 신호탄이 가장 많이 요구된다.

##### 레이드 지역
- 짙은 안개 능선
- 붉은 모래 사막
- 혹한의 안식처

##### 등장하는 가디언
1티어
- 루메루스 (아이템 레벨 : 255~274)
- 우르닐 (아이템 레벨 : 275~294)
- 빙결의 레기오스 (아이템 레벨 : 295~314)
- 어둠의 레기오스 (아이템 레벨 : 315~324)

2티어
- 크로마니움 (아이템 레벨 : 325~334)
- 나크라세나 (아이템 레벨 : 335~354)
- 헬가이아 (아이템 레벨 : 355~374)
- 베르투스 (아이템 레벨: 375~384)

3티어
- 레바노스 (아이템 레벨: 385~394)
- 레기오로스 (아이템 레벨 : 395~414)
- 칼벤투스 (아이템 레벨 : 415~434)
- 용암 크로마니움 (아이템 레벨 : 435~449)

4티어
- 중갑 나크라세나 (아이템 레벨 : 450~459)
- 홍염의 요호 (아이템 레벨 : 460~479)
- 혹한의 헬가이아 (아이템 레벨 : 480~499)
- 타이탈로스 (아이템 레벨 : 500~549)

5티어
- 흑야의 요호 (아이템 레벨 : 545이상)
- 벨가누스 (아이템 레벨 : 545이상)
- 칼엘리고스 (아이템 레벨 : 545이상)

##### 미구현 가디언들 (CBT에서 존재하였지만 아직 나오지 않았다)
- 아카테스 (2019.4.24 NEXT UPDATE ROADMAP에서 앞으로 추가 예정이라고 공지됐다)
- 절망의 베르투스

## 요구 사양
요구 사양은 다음과 같다.
| 항목        | 최소사양                                  | 권장사양 |
| 운영 체제   | 윈도우 7 SP1 이상 (64bit 운영체제만 지원) | 윈도우 7 SP1 이상 (64bit 운영체제만 지원)                                                                                                  |
| CPU         | Intel i3이상 / Ryzen 3이상                | Intel i5이상 / Ryzen 5이상 |
| 그래픽 카드 | NVIDIA GeForce GTX 460 이상               | - 1080P FHD: NVIDIA GeForce GTX 660, GeForce GTX 1050 - 1440P QHD: NVIDIA GeForce RTX 2070 - Ultra Specs(4K, UHD): NVIDIA GeForce RTX 2080 |
| RAM         | 4GB 이상                                  | 8GB 이상 |
| DirectX     | DirectX 9.0c 이상 (2010 6월)              | DirectX 9.0c 이상 (2010 6월) |

## 사건 사고
2021년 6월 12일 DoS 공격으로 인하여 게임이 비정상적으로 종료되거나 접속 자체가 안되는 일이 발생하였다.
2021년 11월 25일 내부 정보를 유출한 스마일게이트 RPG 직원이 해고당하는 사건이 발생하였다.
2023년 6월 28일 업데이트에서 일부 몬스터의 외형이 변경되었는데, 이는 중국 서버에 적용될 예정인 외형 변경 (해골, 시체 검열 등)이 한국 서버에 적용되었다는 논란을 일으켰다.
유저 사이에서 많은 논란이 됨과 동시에 동북공정 의혹까지 이슈화되자 이후 긴급 라이브로 운영진이 실수로 적용된 패치였다고 해명했다.
2023년 10월 스마일게이트에서 진행한 카멘 군단장 레이드 클리어 이벤트인 카멘 The FIRST 이벤트 진행 도중 참가자들 다수의 대리 플레이 의혹이 제기되었다. 
이후 실제로 조사 결과 대리 플레이 정황이 확인되어 상위 10개 공격대 중 4,5,6,7,8,10위 공격대의 클리어 기록이 무효 처리되었다.
2025년 2월 에브니 큐브 특수 파견 시 유물 각인서 획득 확률이 컨텐츠를 직접 클리어 하였을 때와 동일하게 조정됐다는 패치 내역이 논란이 되었다. 
유저 사이에서 논란이 심화되자 운영진 측에서는 시즌 3 업데이트 이후 7개월 내내 파견으로 얻을 수 있는 유물 각인서 획득 확률 수치가 직접 도는 것보다 상대적으로 높게 설정되었던 것을 공개하였으며, 이에 대한 후속 조치로 파견으로 획득한 유물 각인서 개수가 2개 이상인 캐릭터들에게 회수 조치를 할 것임을 공지하였다. 그러나 회수 조치의 기준이 매우 모호한데다 버그 악용 의도가 없었던 유저들에게도 비정상적인 조치를 취해 논란은 더 커졌다.